# La Vispesa

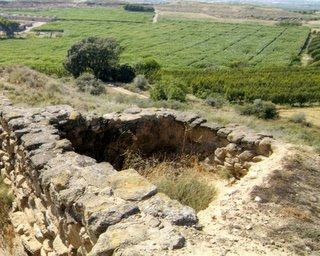
Yacimiento

La Vispesa es un yacimiento ibero romano que se halla localizado en un cerro de 304 m de altitud, en el término municipal de Tamarite de Litera, de la que dista 10 kilómetros y próximo a la población de Algayón (Provincia de Huesca).
Su origen se halla en los ilergetes, centrados en esta zona, el yacimiento conserva restos de casas iberas del siglo III a. C. y estaría habitado hasta el siglo II d. C. Es una zona bien comunicada, allí radica su importancia, ya que por aquí pasa muy cercana la vía romana que unía llerda-Osca (Lérida-Huesca).

## Estela de La Vispesa

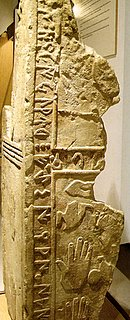
La estela está exhibida del revés por el museo.

En este yacimiento se encontró una cisterna para almacenar agua, restos de mosaicos romanos y la Estela de La Vispesa (también llamada estela de Binéfar) que es un monumento conmemorativo de época íbera (350-50 a. C.), hecho de arenisca, que narra algún episodio bélico.
Hoy día se encuentra en el Museo de Huesca. Debido a la forma del único pedazo que se halló, la estela reposa sobre el lado más ancho. No obstante se ha señalado que debería exhibirse girada 180 grados respecto a la posición actual, de forma que la inscripción central  se lea correctamente. Las partes conservadas destaca la representación en relieve de un escudo ilergete y lanza, figuras de cadáveres mutilados y un grifo en actitud de devorar uno de los fragmentos. El monumento es de carácter conmemorativo más que funerario y debió de erigirse en honor al dios Neitin al que alude la inscripción en escritura ibera.
De acuerdo a Ignasi Garcés la inscripción se lee:
| a | ta · n · o · ŕ · ke · i · ke · l · a · u · r                 | ]tan : oŕkeikelaur.        |
| b | ś · ke · ŕ · e · ki · s · i · ŕ · a · n · n · e · i · ti · n | ]śkeŕ : ekisiŕan : neitin[ |